# Electrónica alternativa
La música electrónica alternativa es el género musical que se considera precursor de la actual música electrónica y contraparte del EDM. Nació a principios de los años 60 surgiendo de la música académica, mal llamada música clásica, con autores como Ron Grainer y Delia Derbyshire. 
Posteriormente se configuró en un estilo mucho más comercial, conformando así la actual música electrónica, aunque otros grupos prefirieron conservar su carácter underground, por lo que actualmente existe gran cantidad de producción del género. La música electrónica alternativa, hoy en día, ha quedado fuertemente relacionada con otros grupos musicales, estéticos y políticos, como el anarquismo.